# Сірі акули
Сірі акули (Carcharhinidae) — родина акул порядку кархариноподібні. Складається з мігруючих, живородящих акул, що живуть в теплих морях (деякі в солонуватих і прісних водах). Серед представників родини акула тигрова, акула блакитна (Prionace glauca), акула-бик (Carcharhinus leucas) та акула молочна (Rhizoprionodon acutus).